# Magnetômetro fluxgate

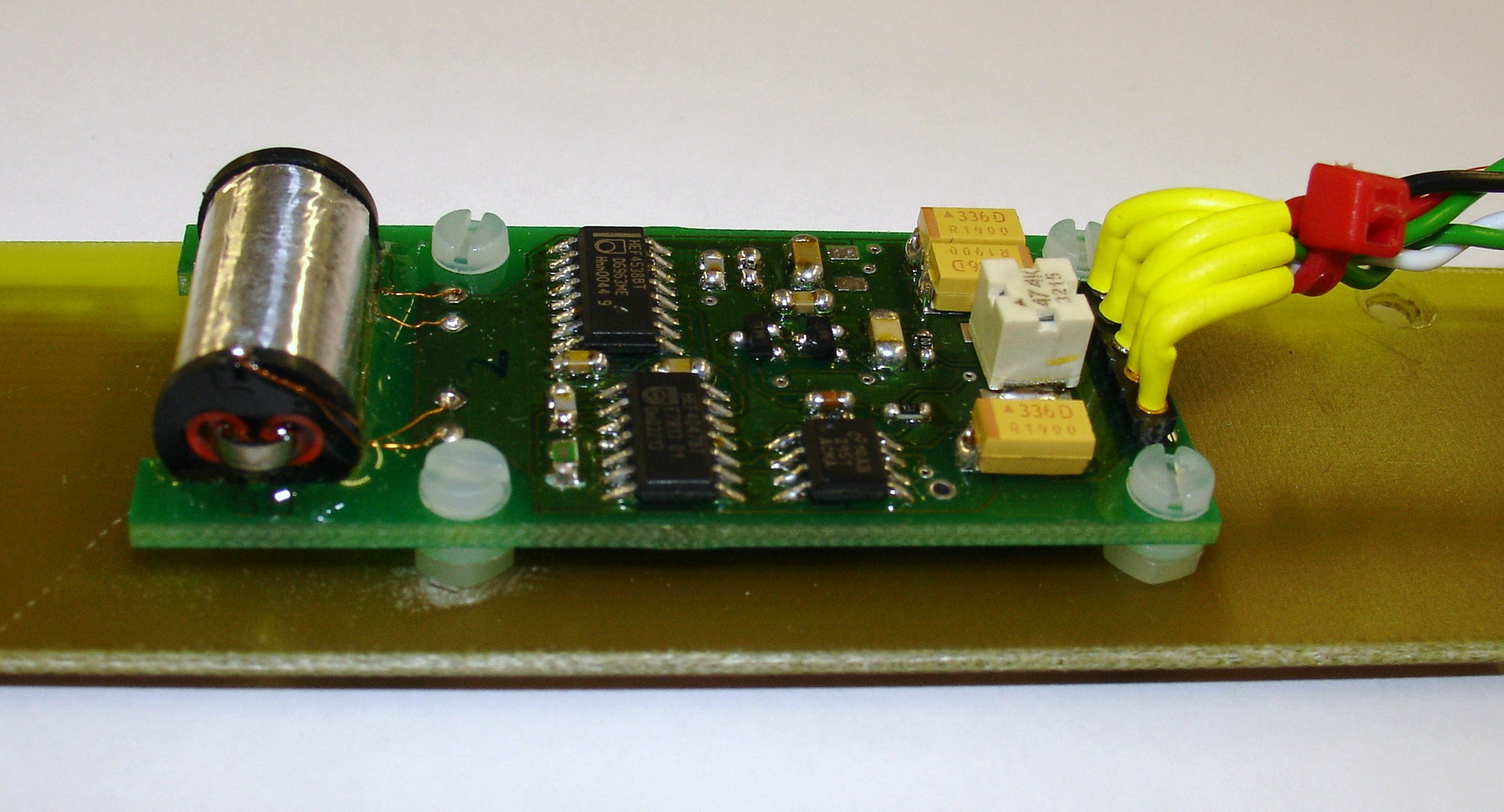
Magnetômetro Fluxgate uniaxial

Magnetômetro fluxgate é um instrumento que mede a intensidade e direção do fluxo magnético. Pode ser utilizado para medir campos magnéticos com intensidade de 10-10 T a 10-4 T. O magnetômetro fluxgate consiste em um núcleo de material com grande susceptibilidade magnética e baixa magnetização remanescente envolto por um conjunto de duas bobinas. É aplicada uma corrente alternada em uma das bobinas, fazendo com que o núcleo entre em um ciclo de saturação magnética. Por esse motivo o magnetômetro fluxgate também é conhecido como magnetômetro de saturação ou de núcleo saturado. Essa constante mudança no campo magnético induz uma corrente elétrica na segunda bobina e essa corrente é medida por um detector.

## Histórico
Foi inventado em 1940 pelo geofísico russo Victor Vacquier, enquanto trabalhava para um laboratório de pesquisa em Pittsburg. Inicialmente o instrumento foi usado em um blimp e depois seu uso foi muito importante em aviões para detectar submarinos durante a Segunda Guerra Mundial, visto que ondas de radar têm pouca penetrabilidade na água do mar e o sonar poderia confundi-los com baleias ou cardumes grandes. Mais tarde, também foi utilizado para exploração aérea de petróleo e minerais.

## Princípio de funcionamento

Esquema de um magnetômetro Fluxgate

O magnetômetro fluxgate consiste em dois núcleos de material ferromagnético, disposto um ao lado do outro, envoltos por duas bobinas (primária e secundária), uma em cada extremidade dos núcleos. Se aplicarmos a lei de Biot-Savart a uma bobina, vemos que um campo magnético é induzido no centro. A bobina primária é posicionada em uma das extremidades dos núcleos, de modo que, quando aplicada uma diferença de potencial nos terminais dessa bobina, a corrente passa em sentido oposto nos dois núcleos, fazendo com que surja campos magnéticos induzidos em sentidos opostos. Dessa maneira, se não houver campo magnético externo, a medida na bobina secundária é zero e, na presença de campo externo, a medida da corrente nas bobinas secundárias varia conforme a intensidade do campo.
A corrente que é aplicada na bobina primária é do tipo corrente alternada, e sua variação induz campo magnético nos núcleos, que, por sua vez, fica alternando continuamente, ou seja, ele alterna entre a condição de saturado e não-saturado. Por esse motivo o magnetômetro fluxgate também é conhecido como magnetômetro de núcleo saturado. Pela Lei de Faraday, sabemos que variação de fluxo magnético induz uma força eletromotriz. Se não há campo externo, a força eletromotriz induzida no segundo enrolamento pelos dois núcleos se cancelam e nenhuma corrente é registrada na segunda bobina.
Por outro lado, na presença de campo magnético externo, os núcleos tendem a saturar de maneira diferente. Se o eixo dos núcleos está na mesma direção do fluxo magnético, esse fluxo externo será adicionado a um dos núcleos (o que estiver alinhado) e será subtraído do outro. Nesse caso, um núcleo satura antes do outro. A segunda bobina passa a ter uma corrente não nula e proporcional a magnitude do campo externo naquela direção que pode ser integrada e então o fluxo magnético pode ser calculado.
A tensão na segunda bobina é dada por
{\displaystyle V(t)=nA\mu _{0}H{\frac {d\mu _{e}}{dt}}}
Onde n é o número de voltas da bobina, A é a área de seção transversal do núcleo, {\displaystyle \mu _{0}} é a permeabilidade do vácuo, H é o campo a ser medido e {\displaystyle \mu _{e}} é a permeabilidade relativa efetiva do núcleo. Quando não há corrente passando no enrolamento primário, a permeabilidade é a própria permeabilidade do material. Se uma corrente suficientemente alta é aplicada no enrolamento primário, a permeabilidade no núcleo decresce para valores próximos aos da permeabilidade do vácuo. A cada inversão de magnetização, as linhas de campo magnético que cortam as espiras da bobina detectora induzem pulsos. Desta forma, dois pulsos são gerados a cada ciclo, e são amostrados com um sinal de freqüência duas vezes maior que a freqüência de excitação. A amplitude e fase de cada um dos harmônicos presentes no sinal secundário são proporcionais à magnitude e à polaridade do campo magnético externo presente ao longo do eixo do enrolamento secundário.

## Materiais utilizados
O núcleo deve ser feito de um material com grande susceptibilidade magnética e baixa magnetização remanescente. Algumas ligas de níquel e ferro apresentam essas propriedades. Exemplos comuns são o Permalloy (com 78,5% Ni e 21,5% Fe) e o Mumetal (com 77% Ni, 16% Fe, 5% Cu e 2% Cr). A susceptibilidade dessas ligas é tão grande que o campo magnético terrestre pode induzir magnetização cuja magnitude é uma porção considerável do valor de saturação.

## Aplicações

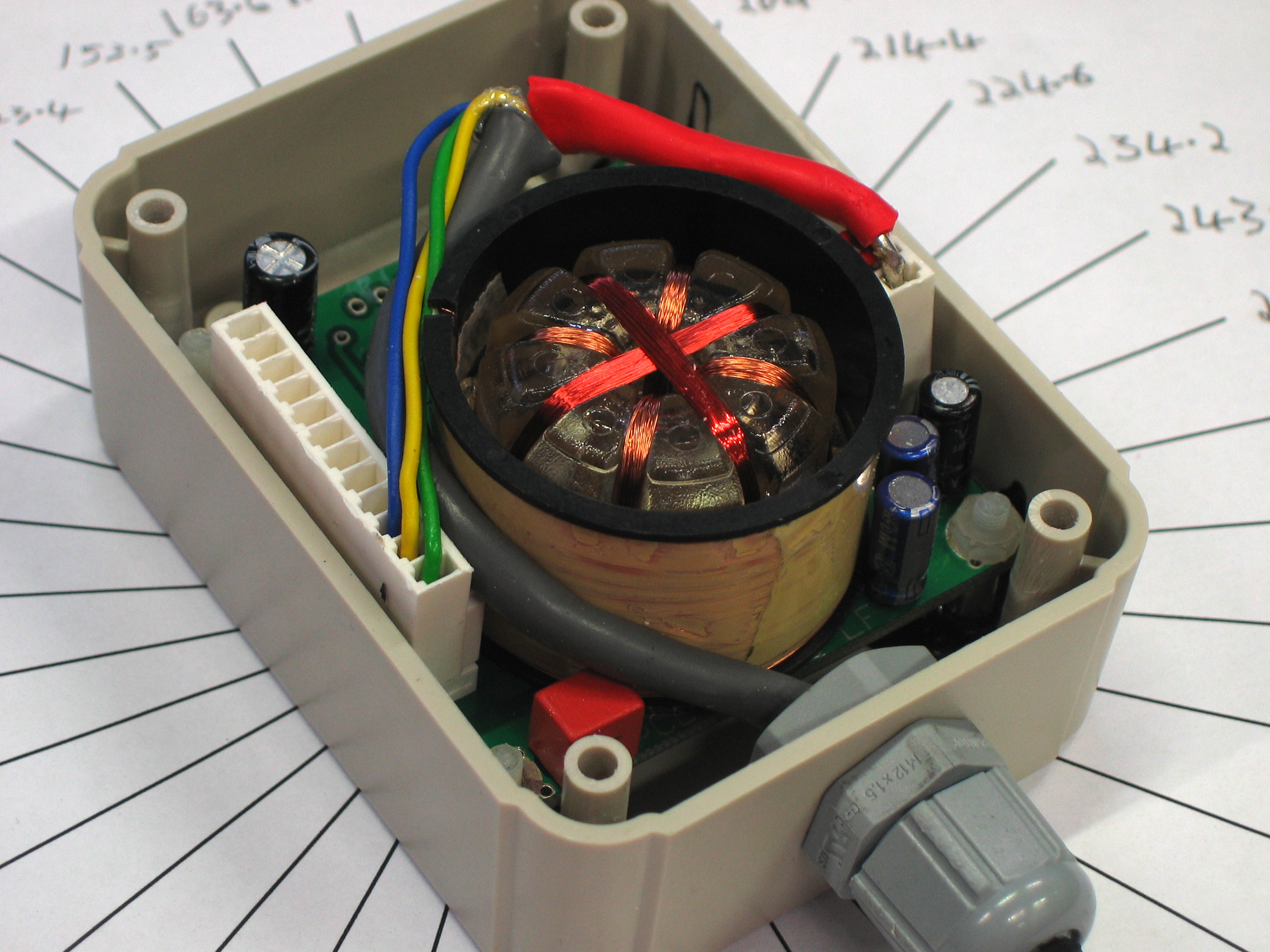
Bússola/inclinômetro fluxgate

Por ser um instrumento confiável, pequeno, robusto, barato e que opera em um intervalo grande em magnitude de campo magnético, o magnetômetro fluxgate é um dos instrumentos mais utilizados para medir campos magnéticos. Outra vantagem é que ele é um medidor vetorial, ou seja, além da magnitude, pode-se obter informações sobre a direção do campo.

### Medição do campo magnético terrestre
O campo magnético da Terra varia dependendo da região. Os valores típicos vão de 25 μT a 75 μT, que estão dentro da faixa de operação do instrumento. É um dos instrumentos mais utilizados para esse tipo de medida.

### Bússola Fluxgate
A bússola fluxgate é um sensor usado para medir a componente horizontal do campo magnético terrestre. Sua vantagem em relação a uma bússola comum é que as leituras são feitas diretamente de maneira eletrônica e podem, portanto, ser facilmente transmitidas para outros instrumentos.

### Aplicações militares
Desde sua invenção, o magnetômetro fluxgate foi utilizado para fins militares, como para detecção de submarinos. Em alguns sistemas de segurança ele é utilizado para detecção de armas, também pode ser utilizado para detecção de minas e de veículos. Pode-se usá-los para determinar e controlar a altitude dos foguetes espaciais.

## Calibração
Existem três maneiras de se calibrar um magnetômetros vetoriais:
- Casca-fina com posicionamento aleatório
- Posicionamento calibrado por teodolito não-magnético
- Sistemas de bobinas

Os dois primeiros métodos usam o campo da Terra como referência. Os parâmetros desconhecidos são o alinhamento do sensor, ganhos e ângulos entre os sensores individuais em sistemas com mais de um eixo. Também deve ser conhecido o desvio angular do sistema de coordenadas de referência.
O método do teodolito é tradicionalmente usado em observatórios. Os sistemas de bobinas são caros e eles precisam ser periodicamente recalibrados, mas permitem a realização de testes automáticos. O método da casca fina com posicionamento aleatório pode ser feito em qualquer local com pouco ruído magnético e ele demanda o uso de instrumentos absolutos, como o magnetômetro de próton. Esse método tem se mostrado o mais confiável para estimar os ganhos e ângulos entre os sensores.